# 藍澤慶子
藍澤 慶子（あいざわ けいこ、1985年9月28日 - ）は、日本の女優。旧芸名は「水沢 慶子（みずさわ けいこ）」。
東京都出身。愛称は「けぴ姉」。青山学院女子短期大学卒業。
小さい頃からバイオリンやフルートを学び、ニューヨークとロンドンに住んだことがある帰国子女。2歳上の兄がいる。

## 来歴
短大在学中の2005年頃からスペースクラフトに所属しタレント活動を開始。当時、事務所の先輩だった市川円香（現：Dig-esT所属）とはオーディションで一緒だったことがある。
短大卒業後は専門学校に入学するもタレント活動は休止状態だったが、2009年にプラチナムプロダクションに入り活動を再開。
その後ジールアソシエイツに移籍し「水沢慶子」に改め活動を続けるも、2013年に現芸名に改名。

## 出演

### 映画
- 2005年　『グロヅカ』 - ヤヨイ 役
- 2007年　『パイルドライバー』 - チアリーダー服の受付嬢 役
- 2008年　『クロサギ』 - ホステス 役
- 2009年　『パラレル』 - 係員 役
- 2010年　『ハナミズキ』 - 女子大生 役
- 2013年　『とびだせ!新選組』 - 怪しい女 役
- 2016年　『教科書にないッ!』 - 鈴村砂羽 役
- 2020年　『シガレット』 - ジョウの姉 役
- 2021年　『REUNION』 - 主演 ミカ 役
- 2023年　『REUNION:02 -GENESIS-』ミカ、アユミ役

### ドラマ
- 2006年
  - TBS『クロサギ』 - ホステス 役
  - TBS『僕たちの戦争』 - ナース 役
- 2007年　TBS『山田太郎ものがたり』 - 生徒 役
- 2011年　TBS『LADY 最後の犯罪プロファイル』
- 2014年　フジテレビ『医龍4』第4話、5話、第9話～11話 - 外回り看護師 金子 役
- 2014年　TBS『女はそれを許さない』第1話 - 秘書 役
- 2014年　フジテレビ『若者たち』 - 産婦人科看護師 役
- 2015年　フジテレビ『ようこそ、わが家へ』第6話
- 2017年　『視覚探偵　日暮旅人』
- 2023年　MBS『マイホームヒーロー』 第10話

### 舞台
- 2010年
  - 『蟻の街のマリア～北原怜子の一生～』 シスター - 役（2010年1月～5月）
  - 『車椅子の結婚式』＠前進座劇場、彩の国さいたま芸術劇場、広島県民文化センターふくやま（2010年4月、6月、10月）
- 2011年
  - 劇団空間エンジンプロデュース公演2011.『PRIDE』 - 小沢彩 役（2011年8月）
  - まるけpresents『アボカドって、野菜?』 - イブ、まりこ 役　＠高田馬場RABINEST（2011年10月）
  - TEAM DD番外公演『スノードームライフ～BORDERLINE～』　＠かもめ座（2011年12月）
- 2012年
  - TEAM DD第5回本公演『エンドロール』 - ヒロイン：司こずえ 役　＠中野ザ・ポケット（2012年3月）
  - 玉井企画5周年記念公演『弾』 - 桃井かおり 役　＠新宿ゴールデン街劇場（2012年4月）
  - 演劇プロジェクト予備公演1『プロローグ』井坂聡作・演出　＠赤坂バールデルポポロ（2012年7月）
  - リジッター企画　第八攻撃『林檎ト大地ノ黙示録』 - カノ代 役　＠中野ザ・ポケット（2012年9月）
  - 夜想会プロデュース公演『ミュージカル誠～とびだせ新選組～』 - 秘書丸山 役　＠紀伊國屋サザンシアター（2012年10月）
  - 演劇プロジェクト本公演『最初の晩餐』 - ヒロイン：水谷なるみ 役　＠ニッポン放送imagineスタジオ（2012年11月）
- 2013年
  - リジッター企画　第十攻撃『でんでんむしのからのなか』 - ウカ 役　＠萬劇場（2013年7月）
  - キ上の空論#1　『空想、甚だ濃いめのブルー』 - ヒラクウルミ 役　＠新宿眼科画廊（2013年12月）
- 2014年
  - SECOND ・ N PRODUCE VOL.4『キズ絆－KIZU－BAN』 - 国舞なつみ 役　＠千本桜ホール（2014年1月）
  - NY企画『恋のエレクション』 - 掛川咲子 役　＠千本桜ホール（2014年4月）
  - リジッター企画第十一攻撃『ミロウのヴィーナス』 - アトム 役　＠吉祥寺シアター（2014年8月）
- 2015年
  - STRAYDOG”Produce公演『悲しき天使』 - 杉崎春子 役　＠東京芸術劇場シアターウエスト（2015年1月）
  - BIG MOUTH CHICKEN　Produce三井座第二弾『ここにいる!?』 - 魔子 役　＠中野MOMO（2015年1月）
  - キ上の空論＃３『金曜日、白井家の場合～せいのでインを踏め!～』 - コノミ 役　＠新宿眼科画廊スペース地下（2015年）
  - 劇団ノーティーボーイズ15th.ACT『ONLY　STUPID　THEY』 - 秋山千春 役　＠中野ザ・ポケット（2015年3月）
  - リジッター企画第十二攻撃『誰がための笛は鳴る』 - ケッパク 役　＠吉祥寺シアター（2015年5月）
  - 鬼FES.2015　キ上の空論『ピンク色のオトコ』 - ナツキ 役　＠シアター風姿花伝（2015年7月）
  - Mitaka"Next"Selection 16th参加作品　キ上の空論#4『東京虹子、7つの後悔』 - 愛花 役＠三鷹市芸術文化センター星のホール（2015年9月）
  - FREE(S)×BRO.11月公演『裏切りのマンション』 - 岩崎めぐみ 役　＠本多劇場グループ「小劇場B1」（2015年11月）
  - 劇団居酒屋ベースボール～えのもとぐりむ作品集 第7部～『月の兎』 - 小暮マイ 役 ＠Geki地下Liberty（2015年12月）
- 2016年
  - リジッター企画公演再攻撃第四弾『もしも、し～とある日の反射～』 - ミヤコ 役 ＠吉祥寺シアター（2016年3月）
  - キ上の空論＃5『幸福の黄色い放課後』 - ハルカ 役　＠スタジオ空洞（2016年5月）
  - END es PRODUCE『リベルテ Vol.1』即興劇（2016年7月）
  - END es PRODUCE『リベルテ Vol.2』即興劇（2016年10月）
  - SPIRAL CHARIOTS ACTALK LIVE『螺旋戦車PART27　TALKATIVE MAFIA inクリスマス -カベパDVDもあるよ-』 - KP 役（2016年2月）
- 2017年
  - SPIRAL CHARIOTS 第16回本公演『HATTORI半蔵Ⅲ』 - 有田コマチ 役　＠六行会ホール（2017年3月）
  - END es PRODUCE『リベルテVol.3』即興劇（2017年6月）
  - まるけpresents＇17『言草Pillow Talk』　＠新宿眼科画廊スペース地下（2017年7月）
  - SPIRAL CHARIOTS第17回本公演『DEPERGA＆DREPRA -デパガとドリプラ-』 - 花見月晶子 役　＠下北沢小劇場「楽園」（2017年8月）
  - NEW FOOD FAIR 2017『関東ワクワク劇場』＠さいたまスーパーアリーナ（2017年10月）
- 2018年
  - キ上の空論＃8『おかえりのないまち。色のない』 - イク 役　＠吉祥寺シアター（2018年3月）
  - SPIRAL CHARIOTS 第19回本公演『誰かの願いが叶う頃』 - 重松功子艦長 役　＠シアター711（2018年7月）
  - キ上の空論＃9『みどり色の水泡にキス』　＠あうるすぽっと（2018年10月）
- 2019年
  - 秦組vol.11『月の谷　赤い石』 - 旅芸人一座夕顔役　＠日暮里d-倉庫（2019年2月）
  - キ上の空論＃10『ひびのばら』 - 内藤 役　＠東京芸術劇場シアターウエスト（2019年3月）
  - 東京ノ演劇ガ、アル。＃２『BAR女の平和』 - 木下ももか 役　＠東中野バニラスタジオ（2019年5月）
  - SPIRAL CHARIOTS第21回本公演『HATTORI半蔵Ⅲ-再舞-』 - 生駒サキ 役　＠六行会ホール（2019年6月）
  - SECOND・N PRODUCE VOL.28『DOWNTOWN-HOTEL』 - ヒロイン 伊藤優美・秋山美咲 役　＠高田馬場ラビネスト（2019年7月）
  - キ上の空論＃11『紺屋の明後日』 - 近藤色葉 役　＠あうるすぽっと（2019年9月）
  - TEAM ASSEMBLE『遠山金四郎VS女ねずみ小僧～長崎青春編～』 - みつ 役　＠シアターグリーンBox in Box Theater（2019年10月）
  - 『菅生ゼミ休講のお知らせ』 - 日替わりゲスト 山吹 役　＠新宿スターフィールド（2019年11月）
  - 劇団偉人舞台第30回公演『おとこ会』 - 日替わりゲスト 安西冴子 役　＠コフレリオ新宿シアター（2019年11月）
  - END es PRODUCE『リベルテ Vol.10 ～特別公演～』　＠本所松坂亭劇場（2019年12月）
  - オフィス上の空プロデュース 朝劇赤坂『笑う、夜の果てにて』 - 曽我部 役　＠赤坂Corus（2019年12月）
- 2020年
  - Prelude第7回本公演『そこはかとなく燃ゆる』 - 美里 役　＠サンモールスタジオ（2020年3月）
  - キ上の空論＃13『脳ミソぐちゃぐちゃの、あわわわーで、褐色の汁が垂れる。』 - 新井翔子 役　＠シアタートラム（2020年9月）
  - 『東京ノ空ハ、タダ蒼ク－救ウ－』 - 吉田華子 役　＠新中野ワニズホール（2020年11月）
  - END es PRODUCE『リベルテ　Vol.14　シナリオリベルテ』 - ストーリーテラー役　＠本所松坂亭劇場（2020年12月）
- 2021年
  - LUCKUPプロデュース公演『INDESINENCE』 - 金森鏤吏 役　＠赤坂RED THEATER（2021年3月）
  - 放課後ビアタイム～11次会～『猫も恋する季節です』 - ゲスト出演　＠下北沢亭（2021年4月）
  - ぽりこぴーPRODUCE『Travel×Trip×Tour』企画、プロデュース、出演　＠本所松坂亭劇場（2021年4月）
  - キ上の空論＃12『ピーチオンザビーチノーエスケープ』 - 河原昴 役　＠シアターサンモール（2021年5月）
  - 崖っぷちウォリアーズ『極人』 - 坂口ミレイ 役　＠サンモールスタジオ（2021年5月）
  - SPIRAL CHARIOTS第26回公演『HATTORI半蔵Ⅳ』 - 永倉シンカ 役　＠六行会ホール（2021年6月）
  - 『明日の朝、いつものように』 - 工藤ユタカ 役　＠萬劇場（2021年7月）
  - 舞台『OYUUGIKAI』オムニバス5作品出演　＠バルスタジオ（2021年9月）
  - SPIRAL CHARIOTS第27回公演『いつ、殺した？』 - 久遠千秋 役　＠下北沢小劇場「楽園」（2021年11月）
- 2022年
  - END es PRODUCE étape Vol.1『E-utopia』 - 榊愛実 役　＠シアターグリーンBIG TREE THEATER（2022年3月）
  - キ上の空論#15『朱の人』 - 部員6、ココ、アイ、三上心 役＠本多劇場（2022年4月）
  - ぽりこぴーProduce Vol.1･5『Travel×Trip×Tour Extra Edition!!』 - えみこ、熱岡慶子 役　＠本所松坂亭劇場（2022年4月）
  - SPIRAL CHARIOTS第28回公演『Y-1 役者天下一舞闘会 RE:ゼロから』準優勝　＠下北沢小劇場「楽園」（2022年6月）
  - キ上の空論＃16『ピーチオンザビーチノーマンズランド』 - 百合子 役（途中中止）　＠中野ウエストエンドスタジオ（2022年7月）
  - Prelude第8回本公演『ここハ東京、ユメのあと』 - 結 役　＠シアターグリーンBase Theater（2022年8月）
  - OYUUGIKAI番外公演『嘘ぎらい』 - 守宮渚 役　＠本所松坂亭劇場（2022年10月）
  - ツツシニウム＃8『アオイトリ』 - ベル 役　＠上野ストアハウス（2022年11月）
  - キ上の空論＃17『ピーチの果て、ビーチのアビス、つまりはノーサイド』 - ヒマリ 役＠サンモールスタジオ（2022年12月）
- 2023年
  - T-gene stage『嘘つき』 - 倉橋マユ 役　＠すみだパークシアター倉（2023年1月）
  - Prelude第9回本公演『染明色』 - 玲子 役　＠王子小劇場（2023年3月）
  - キ上の空論＃18『けむりの肌に』 - 長谷部サラサ 役　＠CBGKシブゲキ!!（2023年4月）
  - ぽりこぴーProduce Vol.3『Travel×Trip×Tour FINAL!!』 - えみこ、ラ・メール、熱岡慶子 役　＠新宿スターフィールド（2023年5月）
  - キ上の空論10周年記念公演『幾度の群青に溺れ』 - 栄子 役　＠紀伊國屋ホール（2023年7月）
  - END es PRODUCE『N-ull land～零の世界～』 - お天道様 役　＠BIG TREE THEATER（2023年8月）
  - SPIRAL CHARIOTS第32回＆20周年記念公演『HATTORI半蔵‐零‐』 - 毛利モトナリ 役　＠新宿シアターサンモール（2023年9月）
  - キ上の空論＃12『ピーチオンザビーチノーマンズランドの再演』 - 百合子 役　＠シアターサンモール（2023年11月）
  - おむすびシアター　＠おむすびシアターBARシモキタ（2024年1月）
- 2024年
  - キ上の空論 獣三作 二作め『除け者（ノケモノ）は世の毒を噛み込む。』 ＠新宿シアタートップス（2024年5月）[9]
  - キ上の空論 獣三作 三作め『緑園にて祈るその子が獣』 ＠本多劇場（2024年9月）[10]
- 2025年
  - キ上の空論『人骨のやらかい』 ＠紀伊國屋サザンシアター（2025年6月）[11]
  - キ上の空論『彷徨の指指 R-18』＠上野ストアハウス（2025年9月〈予定〉）[12]

### MV
- UPANSAD『Shandy Gaff』
- AKB48『365日の紙飛行機』
- Shiggy Jr.『Beautiful Life』
- 音速ライン『ウーロンハイ』
- 小野大輔『オリオンの夜』
- アルルカン『真っ赤な嘘』
- おがさわらあい『ピアノ』
- Number.the『ブラッシュ!』

### Vシネマ
- 2012年：『女子高生暴力教室　牝蜂の復讐』 - 生徒会役員 役

### バラエティー
- 2011年6月7日 『踊る!さんま御殿!!』（日本テレビ）
- 2012年6月28日 『夜遊び三姉妹』（日本テレビ） - ふるぼっこ堂　ゲスト
- 2012年12月6日 『夜遊び三姉妹』（日本テレビ） - グラビアワールドカップ
- 2013年7月1日　新番組『グラ☆スタ!映像制作部』♯01 - ゲスト
- 2013年12月20日　BS11『乙女の天然水』
- 2014年1月3日　BS11　『乙女の天然水』
- 2014年1月6日～　コメディードラマ『それでも犬は嫌い』 - 杉原怜子 役
- 2014年7月22日　『世界の日本人妻は見た!』（TBS）再現VTR
- 2021年8月9日　WOWOW　『木に梨はなる』～新しいセクシーサウンド完成～

### スカパー
- 2013年7月1日　新番組『グラ☆スタ!映像制作部』♯01　 - ゲスト （ch.542 寄席チャンネル）
- 2014年1月6日～　『グラ☆スタ!映像制作部』#07～　コメディードラマ『それでも犬は嫌い』 - 杉原怜子 役 （ch.542 寄席チャンネル 毎月第1月曜日24時～）

### インターネット番組
- 2010年　BEE TV『さよならの恋』
- 2011年　K's Station『小川麻琴のドリームマッチ！2nd』
- 2011年～2013年 グラ☆スタ!バンバン - レギュラー
- 2013年4月～7月　WALLOP『グラジオ』 - レギュラー
- 2013年8月～　アメーバスタジオ『グラジオ』 - レギュラー
- 2015～2016.9　WALLOP『ふかいところ』 - MC
- 2016.12　ON AIR TV『なにゆえオウンゴール』
- 2017.12 YouTubeチャンネル着火塾『Look back』

### CM
- 1992年：住友不動産『もうすぐニュー・ヨーク』
- 2011年
  - 日本メナード化粧品『フェアルーセント』
  - KIRIN『キリンフリー』
  - 高須クリニック『明日のつばさ篇』
- 2012年：KDDI　auスマホ『えらべる自由篇』
- 2013年：ブルックス『かんたフェココアラテ』
- 2016　DIR EN GREY『詩踏み』発売記念特別CM
- 2017　雪どけ酒『冬単衣』
- 2021　かかし亭『ほほ笑みキッチン』Web CM
- 2021　ECCジュニア『届け想い篇』
- 2022　キットカット×ドン・キホーテ　キャンペーンCM

### ラジオCM
- 2017年「au 長くつきあうとイイコト～カフェ編～」
- 2014年「NTTドコモ　VoLTE」
- 2014年「Orico 60th Anniversary Precious time 松任谷由実　フルタイムコレクション」
- 2014年「Georgia　プラス２℃自販機」

### 雑誌
- sabra
- PINKY
- モバる
- ビーズアップ
- ロケーションジャパン
- 冬ぴあ
- 秋ぴあ
- 春夏秋冬ぴあ

### 写真集
藍澤慶子フォトブック

### 広告
- 2014年：『一般財団法人 次世代自動車振興センター』（掲載雑誌：マイホームプラス、住まいの設計、月刊ハウジング、赤すぐ、ひよこクラブ）